# Morro Agudo de Goiás
Morro Agudo de Goiás est une municipalité brésilienne de l'État de Goiás et la microrégion de Ceres.